# 大宁镇
大宁镇，是中华人民共和国广西壮族自治区贺州市八步区下辖的一个乡镇级行政单位。

## 行政区划
大宁镇下辖以下地区：
大宁村、赖村、同保村、忠福村、公保村、三合村、平阳村、安宁村、螺石村、同宁村、赵平村和李屋村。